# Roland JD-XA
De Roland JD-XA is een synthesizer, uitgebracht door Roland in 2015. De JD-XA is een hybride samenstelling van een monofone analoge synthesizer met een polyfoon digitaal gedeelte afkomstig van de "SuperNatural"-klankbron. De JD-XA werd gepresenteerd als het topmodel van de Roland JD-X-reeks.

## Kenmerken
De Roland JD-XA is uitgerust met zowel analoge als digitale geluidsgenerators die zelfstandig en interactief functioneren. Er kan een klank worden samengesteld die gebruik maakt van aparte of beide klankbronnen zodat een kruising of crossover ontstaat. De klankbronnen zijn volledig gescheiden, met als uitzondering het bewerken van de eerste analoge en digitale oscillator. Daarnaast kan een digitale klank niet door een analoog filter worden gestuurd.
Beide klankbronnen bestaan uit 4 delen of parts. Het analoge gedeelte telt 2 LFO's, met 6 golfvormen per LFO.
Een ingebouwde 16-sporen patroon-sequencer kan ook knopinformatie opnemen terwijl de speler hieraan draait. De sequencer ondersteunt zowel realtime- als step-sequencing.
De JD-XA bevat twee CV- en GATE-uitgangen aan de achterzijde, waarmee analoge synthesizers zonder MIDI aangestuurd kunnen worden. Dit type aansluiting geeft een elektrisch signaal af waarmee analoge apparatuur gesynchroniseerd wordt.

### Uiterlijk
De JD-XA heeft een zwart glimmend paneel met rood verlichte knoppen en schuiven. De zijkanten lopen schuin af en hebben eveneens rode accenten. Het klavier telt 49 toetsen van volledige grootte.